# Palet
Palet (fransk, af latin pala, fladt træstykke, spade), malerplade, hvorpå farverne anbringes, gerne en oval eller rektangulær (der er divergerende meninger blandt malere om den bedste form) tynd skive, i hvis ene ende der findes et hul til tommelfingerens anbringelse. Palet er som regel af træ (pæretræ, valnød), men kan naturligvis også formes af andre stoffer, horn, elfenben, porcelæn (til akvarelmaleri) etc., til freskomaleri således gerne af fortinnet jernblik; ved sidstnævnte teknik er palets form gerne firkantet og forsynet med en ophøjet rand (for at holde på vandet). Engangspaletter af karton eller pap kan også fås.
En palet af træ præpareres ofte med linolie, inden den tages i brug første gang. Indtørrede rester af oliemaling kan fjernes ved at opvarme farven og skrabe malingen af med en paletkniv. 
Palet, ofte med den engelske stavemåde palette, er brugt som betegnelse for et udvalg af farver i mange computerprogrammer til billedbehandling.